# Kornberge bei Worzeldorf
Kornberge bei Worzeldorf este o arie protejată (arie specială de conservare — SAC, sit de importanță comunitară — SCI) din Germania întinsă pe o suprafață de 143,54 ha, integral pe uscat.

## Localizare
Centrul sitului Kornberge bei Worzeldorf este situat la coordonatele 49°21′48″N 11°08′17″E / 49.3633°N 11.1381°E.

## Înființare
Situl Kornberge bei Worzeldorf a fost declarat sit de importanță comunitară în noiembrie 2004 pentru a proteja 1 specie de animale. Situl a fost protejat și ca arie specială de conservare în aprilie 2016.

## Biodiversitate
Situată în ecoregiunea continentală, aria protejată conține 1 habitat natural: Păduri de fag Luzulo-Fagetum.
La baza desemnării sitului se află o specie protejată de  amfibieni: izvoraș-cu-burta-galbenă (Bombina variegata).